# El gran Carlemany
El gran Carlemany (hrv.: Moćni Karlo Veliki) je državna himna Kneževine Andore. Napisao ju je Enric Marfany Bons, a uglazbio Juan Benlloch y Vivó. Proglašena je himnom 1921.

## Vanjske poveznice
- "L'himne del Principat d'Andorra", instrumentalna (2.9 MB) i vokalna (31.9 MB) MP3 verzija